# 譚芳榮
譚芳榮（1972年－），中華民國陸軍少將，資深駐外武官出身，畢業於陸軍官校正63期裝甲兵科（陸官83年班）、宏都拉斯陸軍軍官學校、美國陸軍班寧堡後勤訓結訓、宏都拉斯指揮參謀學院、宏都拉斯國立自治大學企管系碩士、瓜地馬拉戰爭學院，曾任駐瓜地馬拉武官、國防大學遠朋班執行長、參謀本部情次室國際事務處長、陸軍裝甲542旅長，參謀本部情次室聯合情研中心主任，第六軍團參謀長，現任陸軍軍官學校校長。